# Hersilia arborea
Hersilia arborea là một loài nhện trong họ Hersiliidae.
Loài này thuộc chi Hersilia. Hersilia arborea được miêu tả năm 1928 bởi George Newbold Lawrence.